# Carel van Lookeren Campagne

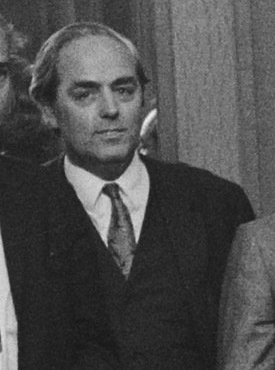
Carel van Lookeren Campagne (1971)

Carel van Lookeren Campagne (Heiloo, 27 juni 1925 – Amsterdam, 7 februari 2017) was een Nederlands militair en bestuurder.

## Loopbaan
Van Lookeren Campagne meldde zich in 1945 als oorlogsvrijwilliger in Nederlands-Indië en werd ingedeeld bij de mariniersbrigade. Hij was tot 1950 actief tijdens de Politionele acties en zwaaide af als kapitein. Hij was nadien kapitein der Marine van de Koninklijke Marine Reserve (KMR). In 1954 studeerde van Lookeren Campagne af in de rechtsgeleerdheid aan de Rijksuniversiteit Leiden. Hij ging bij Unilever werken in diverse commerciële en marketingfuncties, ook in het buitenland. In 1966 werd hij directeur bij Heineken Nederland. In 1969 trad Van Lookeren Campagne toe tot de directie van Douwe Egberts. In 1971 werd Van Lookeren Campagne tijdens de campagne voor de Tweede Kamerverkiezingen 1971 namens D66 als staatssecretaris voor defensie opgenomen in het Schaduwkabinet-Den Uyl. Van 1976 tot 1980 was hij lid van de raad van bestuur van Ahrend. Van januari 1980 tot mei 1992 was Van Lookeren Campagne voorzitter van het college van bestuur van de Universiteit Twente (Technische Hogeschool Twente).

## Privé
Hij kwam uit een familie van steenfabrikanten en was een broer van Hans van Lookeren Campagne, in 1967 partijvoorzitter van D'66 en directeur van Uitgeverij Samsom. Carel van Lookeren Campagne was gehuwd met een dochter van Bernard Taverne met wie hij drie kinderen kreeg.